# Stehlesmühle
Stehlesmühle ist ein Ortsteil der Gemeinde Buttenwiesen im schwäbischen Landkreis Dillingen an der Donau. Die Einöde liegt südlich von Buttenwiesen, zwischen der Landstraße und der Zusam.   

## Geschichte
Die Stehlesmühle hieß ursprünglich Türheimer Mühle und gehörte dem Kloster Weihenberg bei Wertingen. Nach der Aufhebung des Klosters 1444/48 kam der Besitz an das Spital in Dillingen.

## Religion
Kirchlich gehört die Stehlesmühle zur katholischen Pfarrei Heiligste Dreifaltigkeit in Buttenwiesen.

## Bodendenkmäler
Siehe: Liste der Bodendenkmäler in Buttenwiesen